# Kolmikanta (sjö i Outokumpu, Norra Karelen)
Kolmikanta är en sjö i kommunen Outokumpu i landskapet Norra Karelen i Finland. Sjön ligger 117,5 meter över havet. Den är 34,1 meter djup. Arean är 1,29 kvadratkilometer och strandlinjen är 14,07 kilometer lång. Sjön  ingår i Vuoksens huvudavrinningsområde.   Den ligger omkring 45 kilometer väster om Joensuu och omkring 350 kilometer nordöst om Helsingfors. 
I sjön finns ön Aittosaari. 